# Marchesato del Monte Santa Maria
Il marchesato del Monte Santa Maria, feudo imperiale (1355-1815), era situato nella parte meridionale della conca fluviale dell'Alta Valle del Tevere, propriamente a sud di Città di Castello, in un territorio collinare attraversato dal torrente Aggia e caratterizzato da boschi di querce, castagni, faggi e lecci. La sua indipendenza, dovuta anche alla posizione strategica di Stato cuscinetto tra i possedimenti pontifici e il granducato di Toscana, antagonisti e virtualmente avversi, fu singolarmente lunga. Era governato da un marchese reggente della prolifica dinastia toscana Bourbon del Monte, di presunta origine (non documentata) longobarda o franca. Il rango di marchese veniva conferito all'esponente più anziano, a prescindere dal ramo di appartenenza.
Lo Staterello era scarsamente abitato e, oltre al capoluogo (688 metri s.l.m.), comprendeva le località di Lippiano (sede del ramo cadetto di Ancona), Dogana, Torre d'Elci, Prato, Marzano (residenza estiva della famiglia marchesale), Tarvine, Gioiello e Paterna. Un unico sconnesso percorso univa Monte Santa Maria con Lippiano, gli altri erano solo sentieri o mulattiere.

## Storia

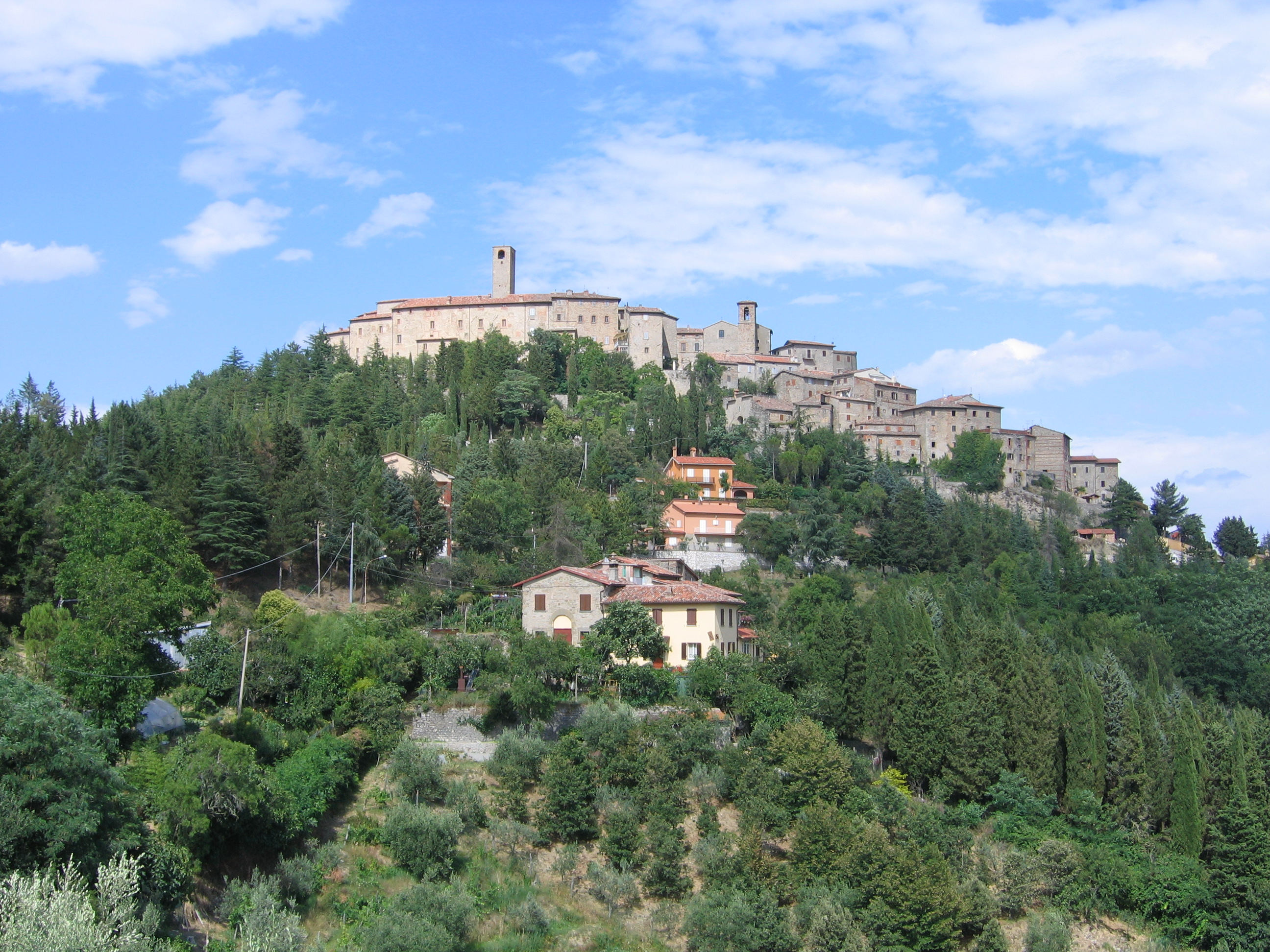
Il borgo di Monte Santa Maria Tiberina

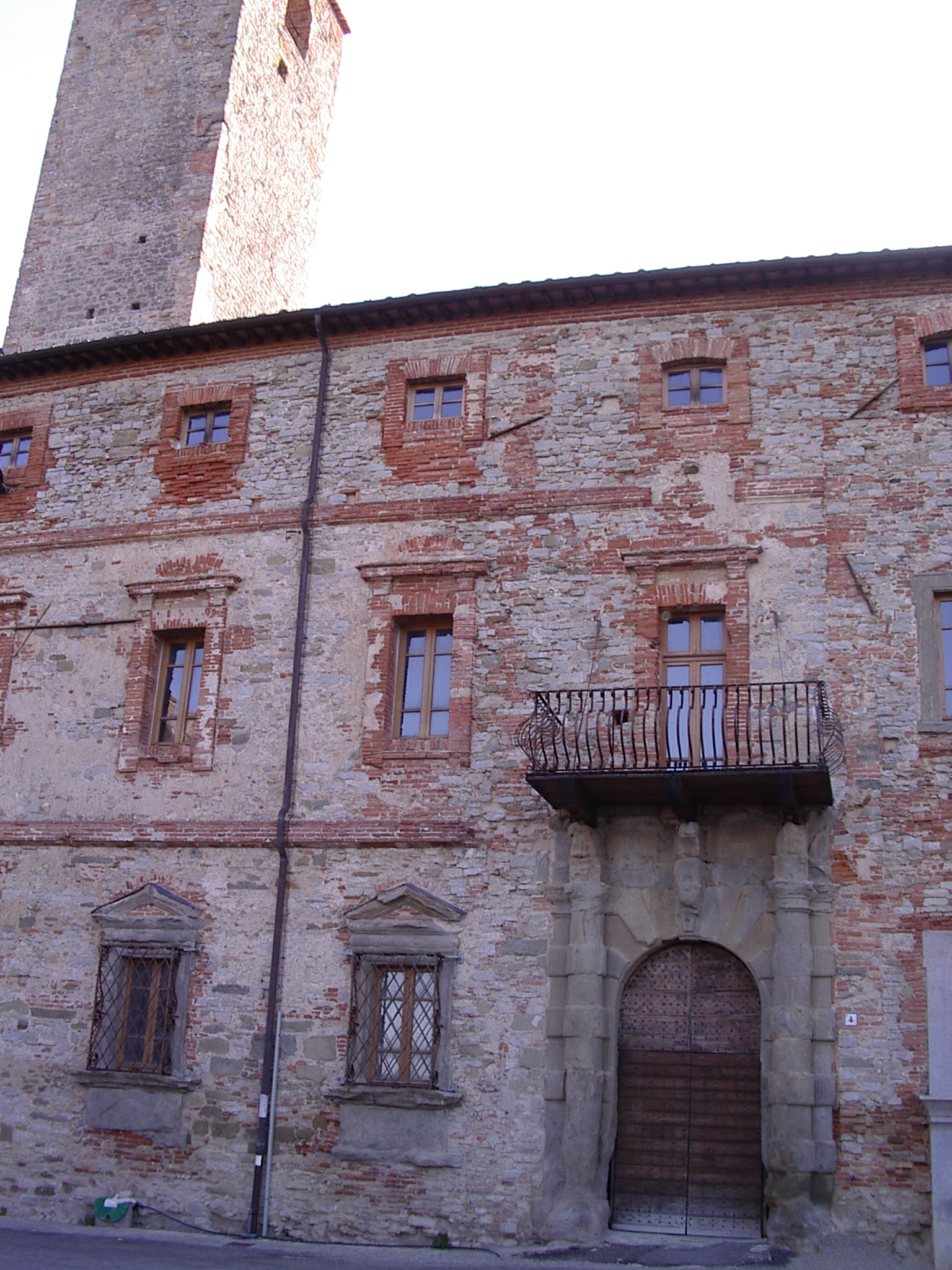
Il palazzo dei marchesi a Monte Santa Maria Tiberina

Nel 1250, Monte Santa Maria, dopo che Guido (discendente da Atalberto, vissuto nell'800) aveva sottratto le terre ai Lambardi di Arezzo, assunse le peculiarità di un feudo e i suoi reggitori si attribuirono la dignità di marchesi del Monte. Dovettero scontrarsi spesso con Città di Castello e i Tarlati di Pietramala.
Il papa Innocenzo IV, in seguito, cercò di ripristinare con massicce fortificazioni la sua autorità in certe parti dello Stato Pontificio: assegnò l'incombenza all'efficiente cardinale spagnolo Egidio Albornoz (1310-1367). Il marchese Ugolino concepì, allora, il disegno di ottenere un autorevole avallo al fine di salvaguardare l'indipendenza dello Staterello: l'imperatore Carlo IV proprio in quel periodo soggiornava a Pisa e l'intraprendente Bourbon gli chiese udienza e si assicurò, il 16 maggio 1355, un diploma di investitura di feudo imperiale maggiore.
In virtù del decreto il marchesato fu elevato al rango di feudo imperiale che mantenne fino all'epoca napoleonica, con i seguenti benefici: la possibilità di emanare un proprio statuto, accreditare diplomatici di altri Stati, stringere alleanze ed esprimere un'eventuale dichiarazione di guerra, aprire un'autonoma zecca; applicare, altresì, il mero et mixto imperio (ovvero l'amministrazione della giustizia civile e penale nei confronti dei sudditi, fino alla pena di morte), imporre tributi.
Il feudatario poteva concedere asilo politico, senza timore di estradizione, nel territorio che era campo franco (con altre due località europee vi si potevano predisporre duelli senza incorrere nella disapprovazine papale). Il campo per i combattimenti era ubicato presso la chiesa di Sant'Agostino, le rare monete coniate furono chiamate montesche, di uguale valore del fiorino aureo di Firenze.
Il marchesato, per vivere in sicurezza ed essere tutelato in caso di assedio, si mise sotto il protettorato fiorentino e poi del Granducato di Toscana stipulando alcuni atti di accomandigia negli anni 1425, 1495, 1574, 1589, 1606, 1731: i marchesi, in occasione della ricorrenza annuale di san Giovanni Battista del 24 giugno, dovevano partecipare, con un rigoroso ordine di precedenze, a Firenze, alla processione dei vassalli per omaggiare con un dono simbolico il granduca mediceo o lorenese.
La situazione politica del Monte Santa Maria, similmente a quella di altre minuscole entità territoriali autonome, risultava favorevole se supportata da capaci governanti: il territorio era posto a disposizione per il transito o la sosta delle truppe toscane o pontificie, i militi locali si mettevano al servizio di Stati più prestigiosi onde percepire sostanziose ricompense. In questo modo, il marchese (accadeva anche nelle signorie dei rami di Sorbello e di Petrella assicurava ai tributari indipendenza e agiatezza.
Nei decenni successivi non successe nulla di memorabile nel piccolo marchesato, a parte le interminabili dispute araldiche con le altre linee della dinastia o il fatto che il Granducato di Toscana non gradisse più la sua autonomia. I marchesi disponevano nel capoluogo di quattro palazzi: nel principale risiedeva la famiglia del reggente in carica, negli altri alloggiavano i membri cadetti. La residenza estiva era a Marzano, il castello di Lippiano apparteneva ai Bourbon di Ancona. Altre dimore erano ubicate a Città di Castello e a Firenze. Il luogo principale di sepoltura della famiglia marchesale si trovava nella cappella gentilizia della pieve di Santa Maria, protetta da un cancello di ferro battuto con stemma.
Nel 1797 l'esercito francese occupò il feudo che, con lo scioglimento del Sacro Romano Impero nel 1806, perse le sue prerogative. L'ultimo marchese sovrano Pietro II (del ramo di Città di Castello) dovette andar via per ritornare brevemente nel 1814, L'anno dopo il Congresso di Vienna incorporò l'antico Stato nel Granducato di Toscana, guidato da Ferdinando III d'Asburgo-Lorena.
L'arme dei Bourbon del Monte Santa Maria era così illustrata:

## Marchesi reggenti del Monte Santa Maria (1250-1815)

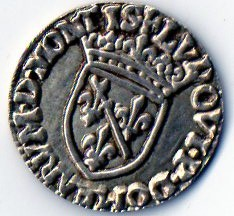
Il fiorino montesco

Il castello di Lippiano

## Marchesi reggenti del Monte Santa Maria (1250-1815)[10][11]
| Titolo            | Nome                                  | Periodo                                        | Consorte e note                                                  |
| Marchese          | Guido I Bourbon del Monte Santa Maria | 1250 - 1293                                    | Agnese de' Buonconti, Elena Feliciani                            |
| Marchese          | Guido II Collotorto                   | 1293 - 1337                                    | Maddalena Bourbon del Monte                                      |
| Marchese reggente | Ugolino I                             | 1337 - 1364                                    | Berarda; dal 1355 marchese imperiale                             |
| Marchese reggente | Pietro I                              | 1364 - 1391                                    |                                                                  |
| Marchese reggente | Giacomo I                             | 1391 - 1394                                    | Anna di Petriolo                                                 |
| Marchese reggente | Cerbone I                             | 1407 - 1465                                    | Paola Scianteschi, Elisabetta di Carpegna; 1394-1407: interregno |
| Marchese reggente | Ugolino II                            | 1465 - 1494                                    | Giovanna Ranieri                                                 |
| Marchese reggente | Carlo I                               | 1494 - 1512                                    | Ludovica Bourbon del Monte                                       |
| Marchese reggente | Girolamo I (ramo di Pesaro)           | 1513 - 1540                                    | Ippolita Sforza; primo reggente più anziano                      |
| Marchese reggente | Gian Mattia I (Firenze)               | 1540 - 1574                                    | Contessina di Marsciano                                          |
| Marchese reggente | Bartolomeo I (Firenze)                | 1574 - 1588                                    | Pentesilea Vitelli                                               |
| Marchese reggente | Taddeo I (Firenze)                    | 1588 - 1589                                    | Girolama Simoncelli, Elena Marescotti                            |
| Marchese reggente | Pompeo I (Firenze)                    | 1589 - 1606                                    | Elisabetta Fazioli, Luigia Gerini                                |
| Marchese reggente | Gian Battista I (Firenze)             | 1606 - 1614                                    | detto "Battistone"                                               |
| Marchese reggente | Francesco Maria (Pesaro)              | 1615 - 1626                                    | cardinale                                                        |
| Marchese reggente | Gian Battista II (Ancona)             | 1626 - 1630                                    | monsignore                                                       |
| Marchese reggente | Curzio I (Città di Castello)          | 1630 - 1641                                    | Giovanna Bourbon del Monte                                       |
| Marchese reggente | Fabio I (Ancona)                      | 1641 - 1646                                    | Camilla Bufalini                                                 |
| Marchese reggente | Borbone I (Ancona)                    | 20 gennaio 1646 - 25 gennaio 1646              | monsignore                                                       |
| Marchese reggente | Vincenzo I (Ancona)                   | 1646 - 1655                                    | Elisabetta Fanelli                                               |
| Marchese reggente | Virginio I (Città di Castello)        | 1655 - 1668                                    | Maria della Penna-Corgna                                         |
| Marchese reggente | Francesco I (Ancona)                  | 1668 - 1682                                    | Ippolita Lignani                                                 |
| Marchese reggente | Cerbone II (Città di Castello)        | 1682 - 1689                                    | Maria Franceschi                                                 |
| Marchese reggente | Francesco II (Ancona)                 | 1689 - 1710                                    | Ginevra Ghislieri                                                |
| Marchese reggente | Fabio Camillo (Ancona)                | 1710 - 1729                                    | Maria Sancia Bourbon del Monte                                   |
| Marchese reggente | Cosimo I (Città di Castello)          | 1729 - 1743                                    | Dorotea Brozzi                                                   |
| Marchese reggente | Francesco Giuseppe (Ancona)           | 1743 - 1743                                    |                                                                  |
| Marchese reggente | Pompeo II (Firenze)                   | 1743 - 1747                                    | Anna Rosa Monaldeschi della Cervara                              |
| Marchese reggente | Antonio Maria (Città di Castello)     | 1748 - 1748                                    |                                                                  |
| Marchese reggente | Monaldo I (Firenze)                   | 1749 - 1757                                    | Anna Maria Bourbon del Monte                                     |
| Marchese reggente | Virginio II (Città di Castello)       | 1757 - 1766                                    | Margherita Guadagnoli                                            |
| Marchese reggente | Gian Battista III (Firenze)           | 1766 - 1767                                    |                                                                  |
| Marchese reggente | Filippo (Firenze)                     | 1767 - 1780                                    |                                                                  |
| Marchese reggente | Pierfrancesco (Ancona)                | 1780 - 1781                                    | Teresa Castiglioni                                               |
| Marchese reggente | Bartolomeo (Firenze)                  | 1781 - 1781                                    |                                                                  |
| Marchese reggente | Paolantonio (Firenze)                 | 1782 - 1786                                    | Orsola Fiorucci                                                  |
| Marchese reggente | Luigi I (Città di Castello)           | 1786 - 1798                                    | Lucia Magini                                                     |
| Marchese reggente | Antonio Ranieri (Città di Castello)   | 1798 - 1800                                    |                                                                  |
| Marchese reggente | Gianbattista Domenico (Firenze)       | 1800 - 1803                                    |                                                                  |
| Marchese reggente | Pietro II (Città di Castello)         | 27 dicembre 1805 - 12 agosto 1806; 1814 - 1815 | ultimo marchese sovrano (+1821)                                  |